# BRIT School
Die BRIT School (voller Name The London School for Performing Arts & Technology) ist eine weiterführende Schule für darstellende Künste und Technologie in Selhurst in London, England. Die Schule wird mit staatlichen Mitteln finanziert und konzentriert sich auf die berufliche Ausbildung in den Gebieten darstellende Künste, Medien, Kunst und Design sowie den dazugehörigen Technologien, die die Darstellung dieser Künste möglich macht. Zudem wird der nationale Lehrplan auf GCSE- und AS/A2-Abschlüsse sowie auf BTEC-Abschlüsse hin unterrichtet.

## Geschichte
Die BRIT School wurde 1991 im Rahmen der „City Technology Colleges“-Initiative gegründet und von der British Record Industry Trust gefördert. Die BRIT Awards sammeln bei der jährlichen Preisverleihung Spendengelder, die unter anderem auch der BRIT School zugutekommen.

## Aufnahmekriterien
Der Einstieg ist sowohl in der 10. Schulstufe (im Alter von ca. 14 Jahren) als auch in der 12. Schulstufe (im Alter von ca. 16 Jahren) möglich.
Potentielle Schüler müssen sich für einen Kurs bewerben. Erfüllen die Bewerber die Grundvoraussetzungen, werden sie zu einem Interview in ihrem Schwerpunktfach (Medien, Musik, Musical, Drama, Bühnentechnik, Tanz) eingeladen und müssen zusätzlich auch ein Gespräch mit ihrem zukünftigen Lehrer in diesem Schwerpunktfach absolvieren.

## Absolventen
Zu den Absolventen zählen unter anderem:
- Amy Winehouse (1983–2011), Soul- und Jazz-Sängerin und Songschreiberin
- Adele Adkins (* 1988), Pop-, Soul-, Jazz- und R&B-Sängerin sowie Songwriterin
- Chris de Sarandy (* 1998), Singer-Songwriter
- Dane Bowers (* 1979), Popsänger, Songwriter und Plattenproduzent
- Freya Ridings (* 1994), Singer-Songwriterin
- Imogen Heap (* 1977), Sängerin, Komponistin, Musikerin und Musikproduzentin
- Jamie Woon (* 1983), Sänger
- Jessie J (* 1988), Popsängerin
- Kate Nash (* 1987), Singer-Songwriterin
- Katie Melua (* 1984), georgisch-britische Sängerin, Songwriterin und Musikerin
- Katy B (* 1989), Singer-Songwriterin und Musikproduzentin
- King Krule (* 1994), Sänger, Komponist und Musiker
- Leona Lewis (* 1985), britische Sängerin, Songwriterin, Schauspielerin und Tierrechts-Aktivistin
- Luke Pritchard (Frontmann von The Kooks)
- Lynden David Hall (1974–2006), Sänger und Songwriter
- Noisettes
- Paul Godfrey (Mitglied von Morcheeba)
- Polly Scattergood (* 1986), Sängerin und Komponistin
- Rizzle Kicks
- The Feeling
- Tom Holland (* 1996), Schauspieler und Tänzer

## Rolle in der britischen Musikindustrie
Der BRIT School wird zugesprochen, Künstler zu „erschaffen“, und damit Aufgaben in der Künstlerentwicklung wahrzunehmen, die noch vor wenigen Jahrzehnten durch Musiklabels übernommen wurde. Jordan Stephens von Rizzle Kicks sagte in einem Interview, an der BRIT School gäbe es eine Menge Kontakte zur Musikindustrie – der Plattenvertrag seiner Gruppe sei jedoch auf anderem Wege zustande gekommen. Kritisiert wird an den aus der BRIT School kommenden Acts mitunter, diese würden sich nicht von der Masse abheben oder die Musik als Kunstform vorantreiben, so Paul Stokes von Q Magazine.